# أوزوالد وات
أوزوالد وات (بالإنجليزية: Oswald Watt؛ بالفرنسية: Oswald Watt) هو طيار أسترالي وفرنسي، ولد في 11 فبراير 1878 في بورنموث في المملكة المتحدة، وتوفي في 21 مايو 1921 في Bilgola Beach, New South Wales ‏ في أستراليا بسبب غرق.